# Stoenești (Florești-Stoenești), Giurgiu
Stoenești este satul de reședință al comunei Florești-Stoenești din județul Giurgiu, Muntenia, România.

## Obiective
- Biserica „Buna Vestire”-Drugănești din Stoenești

 Acest articol despre o localitate din județul Giurgiu este deocamdată un ciot. Puteți ajuta Wikipedia prin completarea lui.